# Apple M1
O Apple M1 é o primeiro system-on-a-chip (SoC) baseado em ARM projetado pela Apple Inc. como uma unidade central de processamento (CPU) para sua linha de computadores Macintosh.  Ele é usado no MacBook Air (M1, 2020), Mac mini (M1, 2020), no MacBook Pro (13 polegadas, M1, 2020) e no iMac (24 polegadas 2021) É o primeiro chip de computador pessoal construído usando um processo de 5 nm. A Apple afirma ter o núcleo de CPU mais rápido do mundo "em silício de baixa potência" e o melhor desempenho de CPU por watt do mundo. 

## Arquitetura

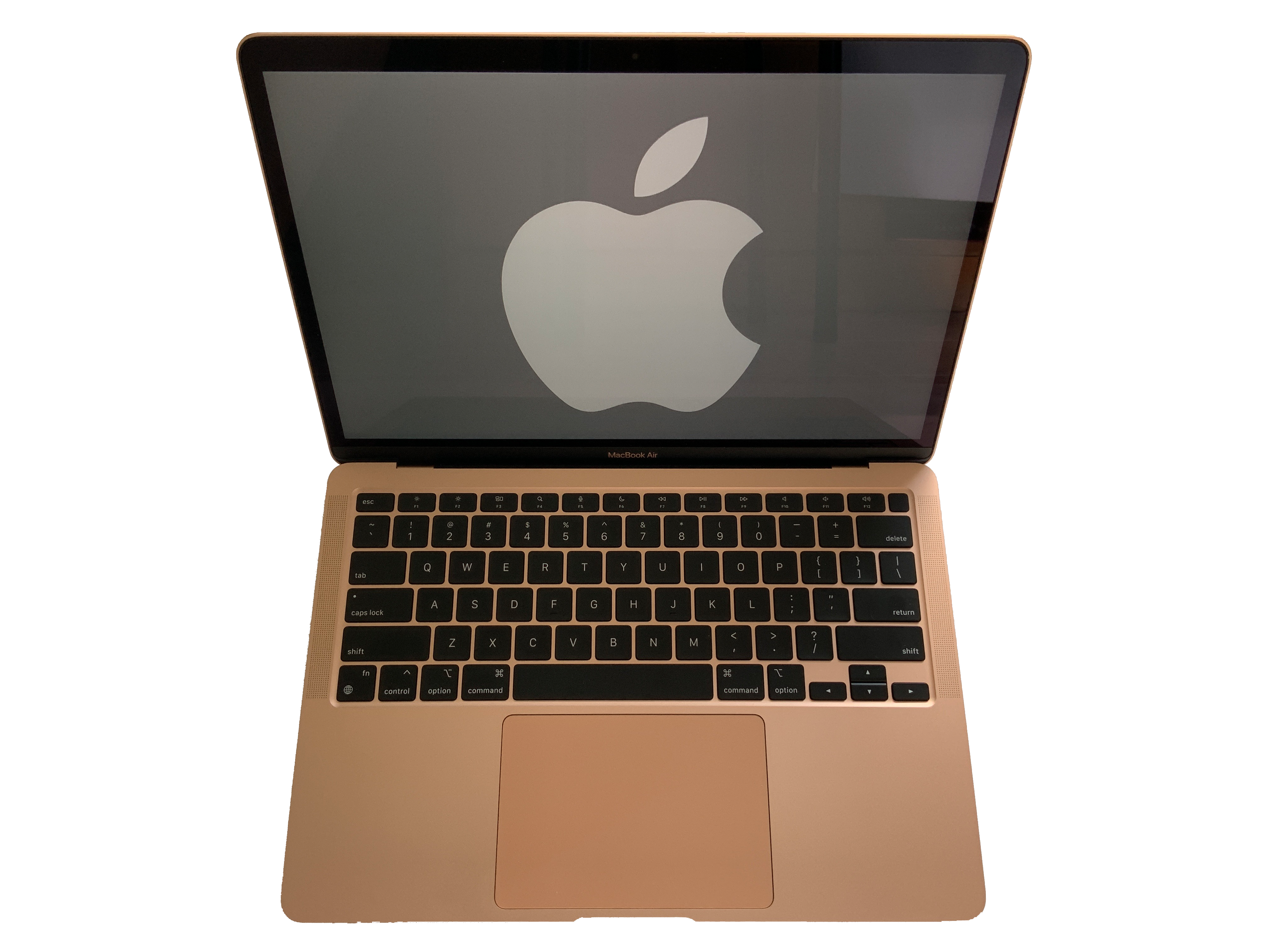
MacBook Air de 2020 com processador Apple M1.

O M1 tem quatro núcleos Firestorm de alto desempenho e quatro núcleos Icestorm com baixo consumo de energia, oferecendo uma configuração semelhante ao ARM DynamIQ e aos processadores híbridos Lakefield e Alder Lake da Intel. Essa combinação permite otimizações de uso de energia que não são possíveis com dispositivos de arquitetura Apple–Intel . A Apple afirma que os núcleos com eficiência energética usam um décimo da potência dos de alto desempenho. Os núcleos de alto desempenho têm 192 KB de cache de instrução L1 e 128 KB de cache de dados L1 e compartilham 12 MB de cache L2; os núcleos de eficiência energética têm 128 KB de cache de instrução L1, 64 MB de cache de dados L1 e um cache de 4 MB L2 compartilhado. O Icestorm "cluster E" tem uma frequência de 0,6–2,064 GHz e um consumo máximo de energia de 1,3 W. O "cluster P" Firestorm  tem uma frequência de 0,6–3,204 GHz e um consumo máximo de energia de 13,8 W.
A tecnologia de tradução binária dinâmica Rosetta 2 permite que produtos equipados com M1 executem software desenvolvido para CPUs Intel x86.
O M1 usa um LPDDR4X SDRAM de 4266 MT/s em uma configuração de memória unificada compartilhada por todos os componentes do processador. Os chips SoC e RAM são montados juntos em um design de system-in-a-package. Configurações de 8 e 16 GB estão disponíveis.
O M1 integra uma unidade de processamento gráfico (GPU) de oito núcleos (sete em alguns modelos) projetada pela Apple que, segundo afirmado pela Apple, poderia executar quase 25.000 threads simultaneamente e hardware de rede neural dedicado em um motor neural de 16 núcleos, capaz de executar 11 trilhões operações por segundo. Outros componentes incluem um processador de sinal de imagem (ISP), armazenamento NVMe e controladores Thunderbolt 3 e um Secure Enclave.

## Produtos que incluem o Apple M1
- MacBook Air (quarta geração)[10]
- Mac Mini (quinta geração)[11]
- MacBook Pro (sexta geração)[12]

## Desempenho e eficiência
O M1 registrou desempenho competitivo e eficiência em benchmarks populares (Geekbench 5, Cinebench R23).
O Mac mini equipado com 2020 M1 consome 7 watts quando inativo e 39 watts com carga máxima, em comparação com 20 watts inativo e 122 watts de carga máxima para o Mac mini Intel i7 de 6 núcleos 2018.